# Martinice (Zlín)
Martinice (in tedesco Martinitz) è un comune della Repubblica Ceca facente parte del distretto di Kroměříž, nella regione di Zlín.